# 內弗林根峰
67°59′S 55°05′E / 67.983°S 55.083°E
內弗林根峰是南極洲的山峰，位於東部南極洲的恩德比地，海拔高度2,100米，挪威製圖師根據1936至1937年探險隊拍攝的空中照片把該山峰繪入地圖，現時受南極條約體系管理。